# シュート夫妻
シュート夫妻、夫のサミュエル・アディソン・シュート（Samuel Addison Shute、1803年 – 1836年）と妻のルース・ホイッティア・シュート（Ruth Whittier Shute、1803年 – 1882年）は1830年代のニューイングランドやニューヨーク州で共同で、地方の人々の肖像画を描いた「フォークアート」の画家である。

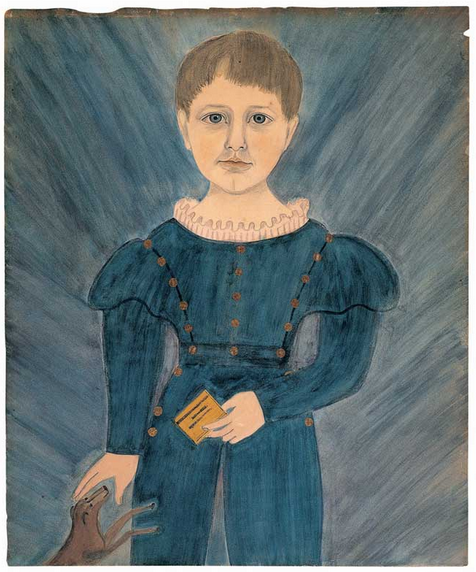
Frederick Buxton (c,1831)

## 概要
夫のサミュエルはマサチューセッツ州、エセックス郡のバイフィールドで生まれた。ダートマス大学で学び、医者などをしていた 。妻のルースはニューハンプシャー州ドーバーの生まれで、有名な詩人で奴隷制廃止論者のジョン・グリーンリーフ・ホイッティア(John Greenleaf Whittier)のいとこにあたる。2人は1827年10月16日にニューハンプシャー州のサマーズワースで結婚した。
結婚した後、サミュエルは医者をやめ、ルースと共同でニューイングランド北部やニューヨーク州の町や村を巡回し、新聞に広告を出して客を募り、肖像画を描いて販売する生活を始めた。この仕事はサミュエルが32歳で亡くなるまで続けられた。製作のスタイルは独特で、1枚の絵を2人で仕上げたとされる。いくつかの作品には「Drawn by R.W.Shute and Painted by S.A.Shute.」のように分担が記されていた。
シュート夫妻に描かれたのは農村の家族や当時、ニューイングランドで盛んだった繊維工業の労働者が多かった。
1834年頃に、サミュエルが病気になり、夫妻はニューヨーク州のチャンプレンに移った後、ルースは1人で、絵を描いた。1836年にサミュエルは亡くなった。ルースは後に再婚し、ケンタッキー州に移り、亡くなるまで、絵を描いた。
シュート夫妻の作品はニューヨークのアメリカン・フォーク・アート博物館やメトロポリタン美術館に収蔵されている。

## 作品

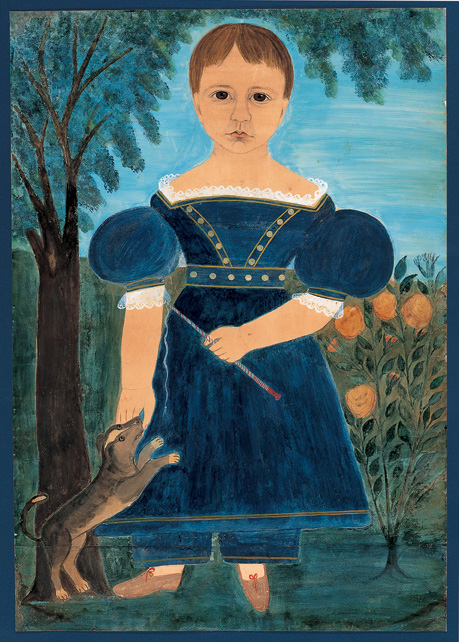
Master Burnham (1831/1832)
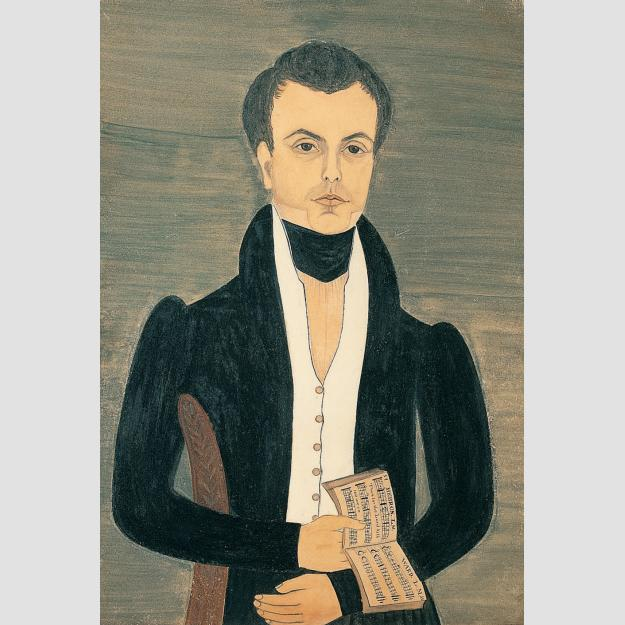
Josiah C. Burnham (1831/1832)
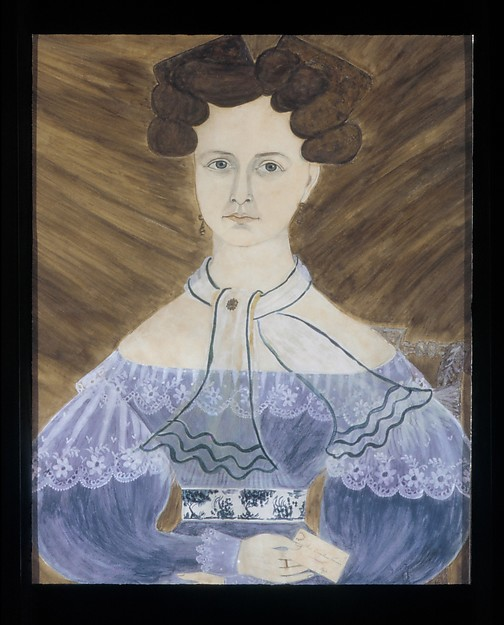
Miss Emeline Parker of Lowell, Massachusetts　(1832)